# Mesochorus iugosus
Mesochorus iugosus är en stekelart som beskrevs av Schwenke 2002. Mesochorus iugosus ingår i släktet Mesochorus och familjen brokparasitsteklar. Arten är reproducerande i Sverige. Inga underarter finns listade i Catalogue of Life.